# Vennootschap in Rusland
In Rusland bestaan drie vormen van vennootschappen; een naamloze (OAO) en twee besloten vormen (ZAO en OOO). De meest populaire zijn de OOO en de ZAO.

## AO
In Rusland zijn vennootschappen (Russisch: Акционерное Общество; Aktsionernoje Obsjtsjestvo), afgekort AO, bedrijven waarbij het uitgegeven kapitaal (charter capital) wordt onderverdeeld in een aantal aandelen met nominale waarde. Aandeelhouders zijn niet aansprakelijk voor de schulden van het bedrijf, maar dragen wel het risico op verliezen die voortkomen uit de activiteiten van het bedrijf voor de nominale waarde van hun aandelen. Er zijn twee vormen van AO's in Rusland: 
1. Een Naamloze vennootschap (otkrytoje aktsionernoje obsjtsjestvo - OAO) is een rechtspersoon waarvan de aandelen openbaar verhandelbaar zijn zonder toestemming van andere aandeelhouders. OAO's kunnen hun aandelen verdelen over een ongelimiteerd aantal aandeelhouders en ze verkopen zonder beperkingen. Het statutionaire minimum uitgegeven kapitaal is 100.000 Russische roebel.
2. Een Besloten vennootschap (zakrytoje aktsionernoje obsjtsjestvo - ZAO) is een rechtspersoon, waarvan de aandelen worden verdeeld over een beperkt aantal aandeelhouders. Het maximumaantal aandeelhouders bedraagt 50. Het statutionaire minimum uitgegeven kapitaal is 10.000 Russische roebel.

De oprichters van een AO ondertekenen een geschreven overeenkomst om deze op te kunnen richten, waarin de procedures die nodig zijn om het bedrijf op te richten zijn beschreven, alsook de omvang van het geautoriseerde kapitaal, de typen en categorieën van de onder de oprichters te verdelen aandelen, de bedragen die moeten worden betaald voor de aandelen, de manier van betaling, en de rechten en verantwoordelijkheden van de oprichters in samenhang met de oprichting van het bedrijf. Dit oprichtingsdocument vormt de akte van de organisatie (organizational charter), die de volgende informatie bevat: 
- de volledige en verkorte namen van het bedrijf, het adres van de locatie van het kantoor van het bedrijf en het soort bedrijf (OAO of ZAO);
- met betrekking tot de aandelen: het aantal, de nominale waarde, de categorieën (gewoon of preferent) en de typen van preferente aandelen die moeten worden toegewezen;
- de rechten van aandeelhouders van elke aandelencategorie, de som van het geautoriseerde kapitaal, de structuur en de deskundigheid van de lichamen van het bestuur van het bedrijf en zijn raden en de procedures in het besluitvormingsproces;
- de volgorde van de voorbereidingen en het voeren van de algemene aandeelhoudersvergadering, waaronder een lijst met zaken waarover moet worden beslist op basis van gekwalificeerde meerderheid of unanimiteit en informatie over dochterondernemingen of vertegenwoordigende kantoren;
- en andere informatie die wordt beschreven in de federale wet "Over vennootschappen".

AO's zijn verplicht om de aandelenuitgifte te registreren bij de Federale Dienst voor Financiële Markten (de opvolger van de Dienst)
Marktcommissie voor Federale Commissie voor de Effectenmarkt). Op basis hiervan mogen de aandelen ofwel publiek (bij een OAO) of tussen een beperkt aantal personen (bij een ZAO) worden verhandeld. Voor registratie moeten een aantal documenten worden overgedragen aan de Federale Dienst voor Financiële Markten. De procedure hiervoor duurt meestal 30 dagen vanaf het moment dat de documenten zijn ingediend bij de registrerende dienst.

## OOO
Een Genootschap met beperkte aansprakelijkheid (Russisch: Общество c ограниченной ответственностью; Obsjtsjestvo s ogranitsjennoj otvetstvennostjoe), afgekort OOO, is een bedrijf waarbij het kapitaal is onderverdeeld in “onderdelen” (Russisch: dolia; "aandeel"), waarvan de omvang wordt bepaald door de oprichtingsdocumenten. Een dolia is geen obligatie en mag mag ook niet worden behandeld als een obligatie in strikte juridische zin. Het wordt in plaats daarvan gezien als het recht op een obligatie. De eigenaar van een dolia wordt geen aandeelhouder, maar een “deelnemer”  van de OOO genoemd. Het bedrijfskapitaal wordt gevormd door de inbreng van de deelnemers. Het aantal deelnemers is maximaal 50. Het statutionaire minimum uitgegeven kapitaal bedraagt 10.000 Russische roebel. Een OOO mag geen andere commerciële organisatie bezitten, die bestaat uit 1 deelnemer en zo de enige deelnemer vormt. Deelnemers in een OOO zijn niet verantwoordelijk voor de schulden van het bedrijf, maar zijn wel verantwoordelijk voor verliezen tot aan de waarde van hun "onderdelen".
De oprichters van een OOO ondertekenen een oprichtingsovereenkomst en bekrachtigen de akte van de organisatie van het bedrijf. De oprichtingsovereenkomst en de akte van organisatie zijn de oprichtingsdocumenten van het bedrijf.
In de oprichtingsovereenkomst verplichten de oprichters van een OOO zichzelf tot het vormen van het bedrijf en bepalen de manier van gezamenlijke activiteiten die verbonden zijn aan de oprichting. De overeenkomst bepaalt ook de registratie van de oprichters van het bedrijf, de som van het geautoriseerde kapitaal en de omvang van het deel van iedere oprichter hierin, de procedure en de manier van betaling bij de bijdragen tijdens de oprichting van het bedrijf, de verantwoordelijkheid van de oprichters die voortvloeit uit de overtreding van de bepalingen en procedures bij het betalen van de bijdragen, de voorwaarden en de manier van de verdeling van de opbrengsten tussen de deelnemers, de aard van de lichamen en raden van het bedrijfsbestuur en de volgorde van pensionering (retirement) van de deelnemers.